# Agostinho I do México
Agostinho I (em castelhano: Cosme Damián Agustín de Iturbide y Arámburu; Valhadolide, 27 de Setembro de 1783 - Tamaulipas, 19 de Julho de 1824), foi um general e político do exército mexicano. Durante a Guerra da Independência Mexicana, ele construiu uma coalizão política e militar bem-sucedida que assumiu o controle da Cidade do México em 27 de setembro de 1821, conquistando decisivamente a independência do México. Depois de garantir a secessão do México da Espanha, Iturbide foi proclamado presidente da Regência em 1821; um ano depois, ele foi proclamado Imperador do México, reinou brevemente de 19 de maio de 1822 a 19 de março de 1823. Em maio de 1823, exilou-se na Europa. Quando retornou ao México em julho de 1824, foi preso e executado. Ele desenhou a bandeira mexicana.

## Início de vida e revolução
Nasceu em Valhadolide (atualmente Morelia), atual estado de Michoacán. Proveniente de uma família abastada, foi seminarista mas cedo trocou a sua vocação religiosa por uma carreira militar. Em 1797 entrou ao serviço no regimento da sua cidade. Sendo oficial do exército espanhol, negou-se a colaborar no levantamento independentista de Miguel Hidalgo, que lhe havia sugerido unir-se à causa da independência com o posto de tenente-coronel, e participou na detenção de revolucionários em Valhadolide. Quando as tropas de Hidalgo tomaram a cidade, em Outubro de 1810, fugiu para a Cidade do México e participou na Batalha de Monte de las Cruces com o posto de capitão.
Em 1811 foi destacado para o sul do país, onde combateu contra as guerrilhas independentistas de Albino García (a quem capturaria em 1812) e de Ramón López Rayón, derrotando-o em Puente de Salvatierra em 1813. Nesse mesmo ano foi promovido a coronel, e continuou o combate contra os independentistas como comandante geral da província de Guanajuato.
Em 1813 e 1814 foi acusado, por outros altos oficiais do exército espanhol, de manter a luta para gerar benefícios económicos para si próprio, através das suas operações comerciais. No ano seguinte, 1815, derrotou José María Morelos, mas foi vencido em Cóporo por Ignacio López Rayón. As denúncias acumuladas contra si, somadas a novos protestos dos comerciantes de Guanajuato, levaram à sua destituição pelo Vice-rei Félix María Calleja del Rey, em 1816, sendo acusado de desvio de fundos e abuso de autoridade. Ainda que tenha sido absolvido, com a intervenção do real auditor de guerra, retirou-se para as suas propriedades de Michoacán estabelecendo-se na Cidade do México no ano seguinte.

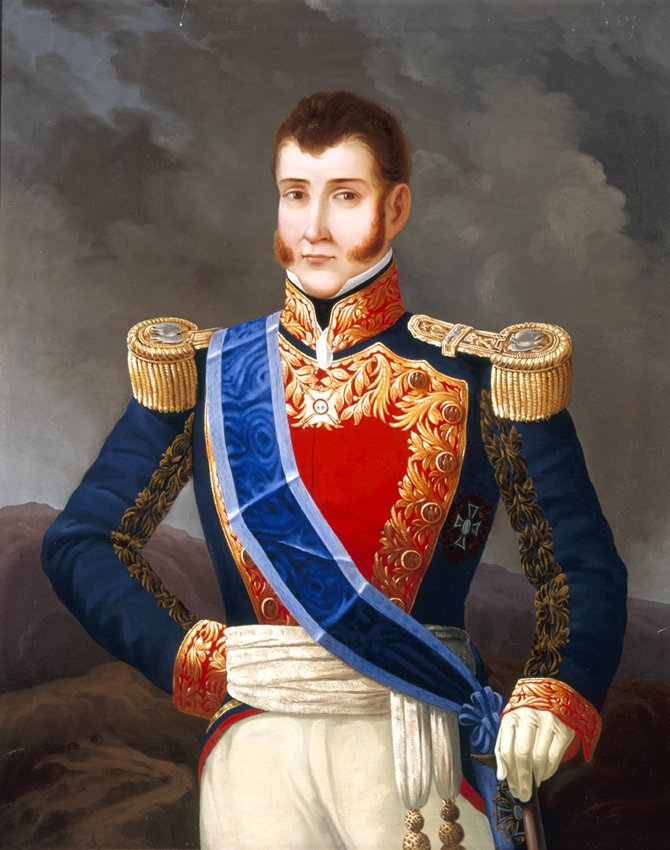
Retrato de Agostinho em 1822, ano de sua proclamação como Imperador.

## A independência
O triunfo da revolução liberal de Rafael de Riego em Espanha em 1820 desencadeou no México vários temores: por um lado, os sectores conservadores desejavam evitar a aplicação das medidas radicais impulsionadas pelos deputados na Corte de Madrid, por outro, os liberais mexicanos quiseram aproveitar o restabelecimento da Constituição de 1812, para obter a autonomia do vice-reino. Os primeiros, nas suas reuniões na igreja de la Profesa (chamadas pelos historiadores liberais "Conspiração de la Profesa"), eram liderados por Matías de Monteagudo e convenceram o Vice-rei Juan Ruiz de Apodaca a designar Iturbide comandante geral do sul. Entretanto, os liberais planejavam que o compadre de Iturbide, Juan Gómez de Navarrete, recém-eleito deputado nas Cortes, promovera um Plano de Independência em Madrid, que consistia em chamar um dos membros da família real ao México para o governar. Ao mesmo tempo que isto acontecia, Iturbide marcharia para sul com as suas tropas, supostamente para combater o general Vicente Guerrero, um dos poucos dirigentes independentistas que restavam, mas também para o convencer a juntar-se a um novo plano que conciliava tanto os interesses e posições dos liberais como dos conservadores.
Durante esta campanha aconteceram os últimos combates entre realistas e insurgentes no México: Pedro Ascencio, lugar tenente de Guerrero, destroça a retaguarda de Iturbide próximo de Tlatlaya em 28 de Dezembro de 1820; cinco dias mas tarde o próprio Guerrero vence uma coluna subalterna comandada por Carlos Moya próximo de Chilpancingo; em 21 de Janeiro de 1821 ocorre nova escaramuça num sítio chamado Espinazo del Diablo. Este último confronto, de escassa importância militar, tem significado histórico por se tratar do último combate entre independentistas e realistas.
Finalmente, Iturbide consegue convencer Guerrero e os dois chegam a um acordo em 13 de Fevereiro de 1821 na povoação de Iguala. Como consequência deste acordo, é proclamado o Plano de Iguala ou das Três Garantias, um programa político que agradava tanto aos tradicionalistas católicos como aos liberais, que declara a independência, um regime monárquico constitucional (cujo trono é oferecido a Fernando VII de Espanha ou a um dos seus irmãos), e a exclusividade da religião católica sem tolerância de qualquer outra. Para sustentar o plano, é formado o chamado Exército Trigarante que reúne as tropas de Iturbide e dos insurgentes e ao qual iriam juntando pouco a pouco a maioria das demais guarnições realistas do país.
Em 24 de Agosto de 1821 Iturbide assina o Tratado de Córdoba com Juan O'Donojú, Tenente General dos Exércitos de Espanha, que sucedera ao vice-rei Apodaca como máxima autoridade espanhola no México. Em 27 de Setembro o Exército Trigarante entrou na Cidade do México. No dia seguinte, uma junta de 38 membros, presidida pelo próprio Iturbide, proclama a Acta de Independencia del Imperio Mexicano e constitui uma Regência de cinco membros, também presidida por Iturbide e de que fazia parte O'Donojú. A Junta Provisional Gubernativa nomeia ainda Iturbide Generalíssimo com um salário de 120 mil pesos anuais, um milhão de capital, 20 léguas quadradas de terrenos no Texas passando a ser tratado de Alteza Sereníssima.

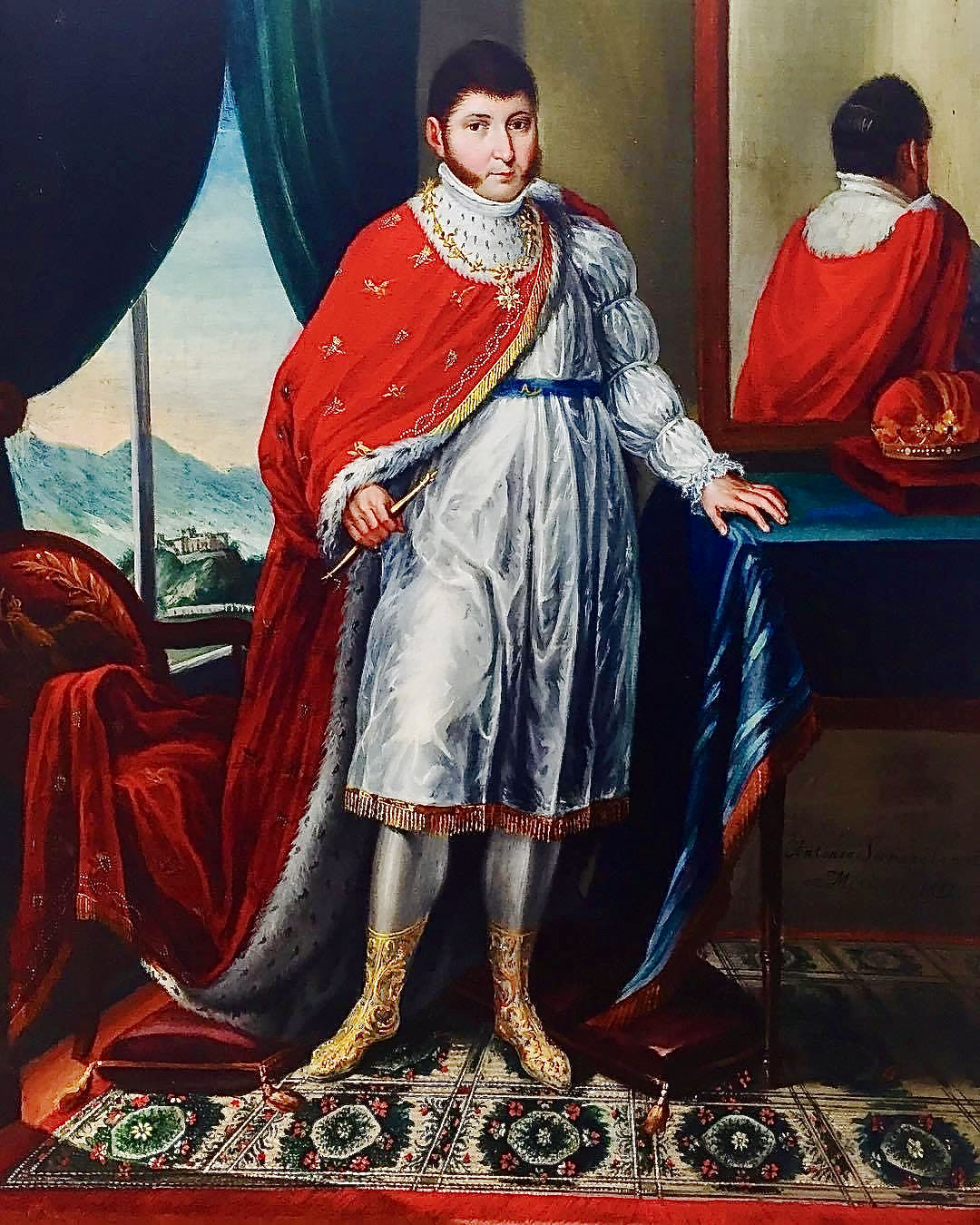
Agostinho I.

## O império

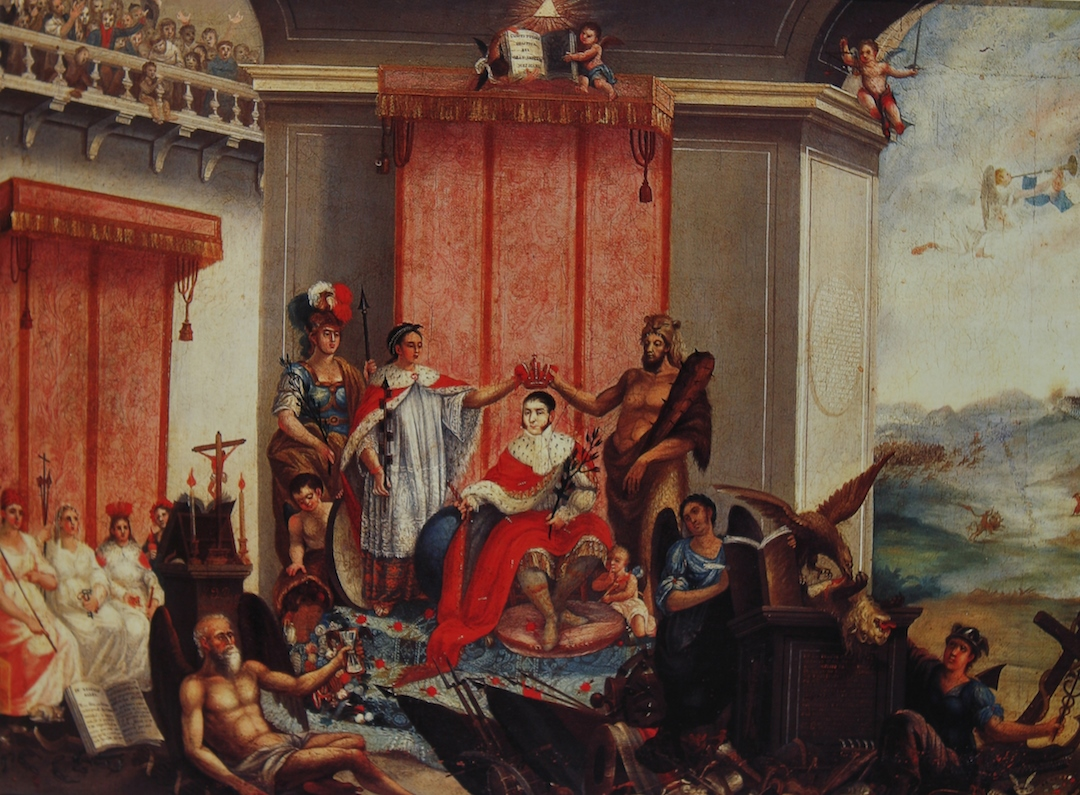
Coroação de Iturbide.

Em 25 de Fevereiro de 1822 inicia-se a atividade do Congresso Constituinte, que cedo entrará em conflito com a Regência: o Congresso proclama-se como único representante da soberania da nação, proíbe os gastos não autorizados por ele, e elimina os empréstimos forçados. Mas no dia 18 de Maio ocorre um motim no regimento de Celaya exigindo que Iturbide seja eleito imperador; outras unidades da guarnição da capital juntam-se à sublevação. Sob esta pressão, na manhã do dia seguinte o Congresso proclama Iturbide imperador, sendo coroado com o nome de Agostinho I.

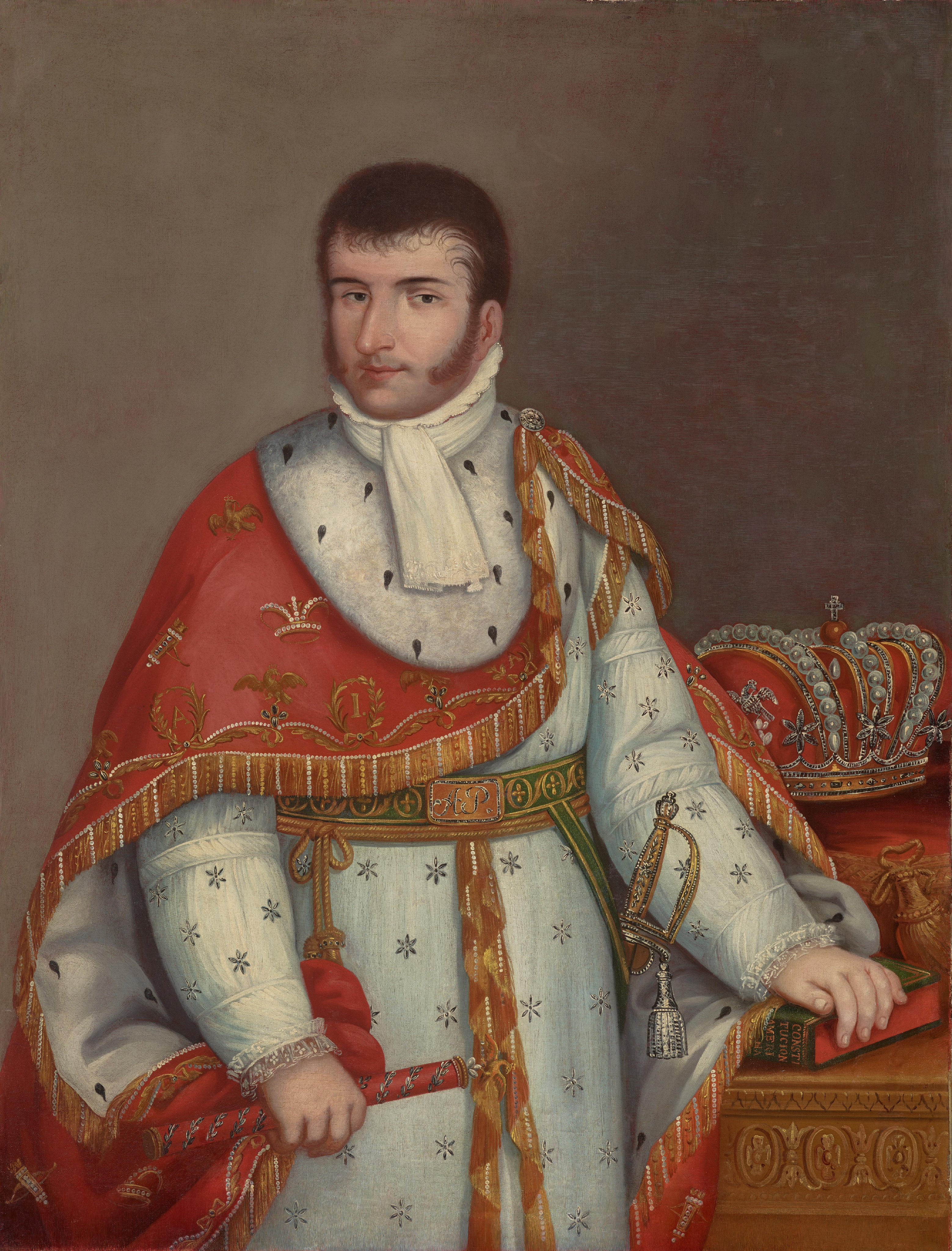
Imperador Augustinho, por Josephus Arias Huerta.

Alguns, poucos, republicanos continuaram na sua oposição, e algumas guarnições espanholas ainda resistiram. Uma conspiração contra o governo é descoberta em Agosto de 1822 e a 26 desse mesmo mês Iturbide manda deter vários deputados implicados. A oposição do Congresso e a sua incapacidade para constituir a nação proporcionam a Iturbide argumentos para a sua dissolução em 31 de Outubro. Em seu lugar e com o apoio de alguns deputados, como Lorenzo de Zavala é criada uma Junta Instituente encarregada de redigir uma constituição. Em Dezembro o general Antonio López de Santa Anna (quem, além de ambicioso, estava associado aos republicanos) levanta-se em armas contra o imperador e a favor da instituição de uma república. A 6 de Dezembro Santa Anna e Guadalupe Victoria proclamam o Plano de Veracruz, exigindo a reinstalação do Congresso. Em 24 de Janeiro de 1823 Vicente Guerrero e Nicolás Bravo pronunciam-se a favor do Plano de Veracruz. Iturbide enviou, então, o general Echávarri para lutar contra Santa Anna. Echávarri não consegue controlar os republicanos e, antes de ser destituído pelo imperador, proclama o Plano de Casamata a 1 de Fevereiro, com o qual pretendia manter o imperador no trono e convocar um novo congresso. No entanto, as pressões exercidas sobre Iturbide por parte dos seus opositores políticos na Cidade do México obrigam-no a reunir o mesmo congresso que havia dissolvido antes e a abdicar ante este, em 19 de Março de 1823.

## Os últimos meses da sua vida

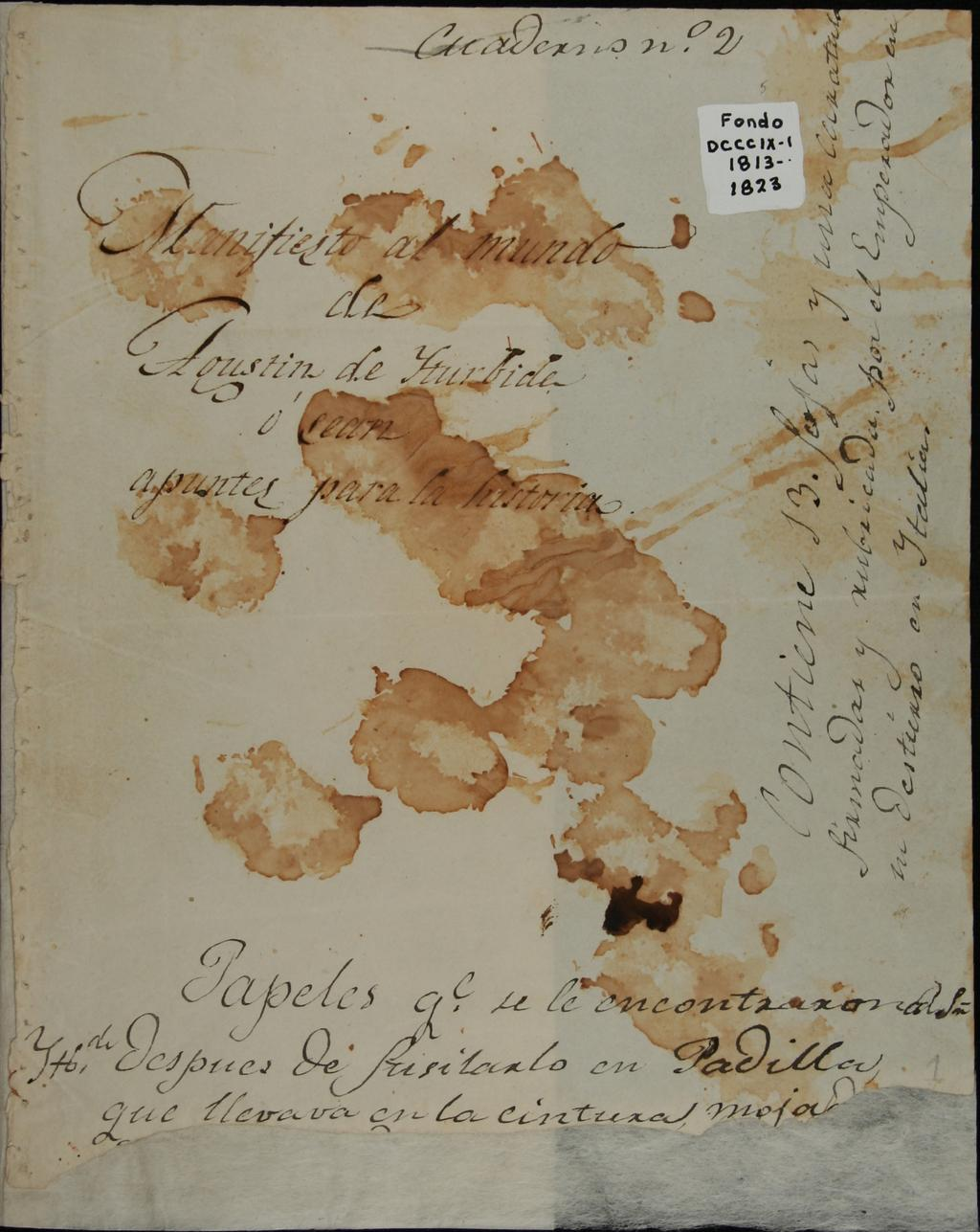
"Declaração ao Mundo" ou "Notas para a História", por Agostinho de Iturbide. O documento foi encontrado junto ao seu corpo após a sua execução. O sangue sobre o papel é do próprio Agostinho

A 22 de Março Iturbide abandona a capital, e em 11 de Maio embarca rumo à Europa. Permaneceu algum tempo em Livorno, Itália, mudando-se para Londres pouco tempo depois. Desde o seu exílio, manteve contacto com alguns dos seus partidários no México, em especial com alguns políticos de Guadalajara e com militares de Chalco, os quais conspiravam para derrubar o governo republicano da Cidade do México e trazer de volta ao país o imperador deposto. A 13 de Fevereiro de 1824 Iturbide enviou uma carta ao Congresso mexicano, anunciando a sua intenção de regressar ao país, mas este, receoso dos movimentos a favor do império, declarou-o traidor, assim como a aqueles que protegessem o seu regresso à república. Não obstante, a 4 de Maio Iturbide embarcou em Londres para chegar, em 14 de Julho, ao pequeno porto de Soto la Marina (Tamaulipas). Ali desembarcou no dia seguinte, tendo sido feito prisioneiro e conduzido ao povoado de Padilla, onde foi fuzilado no dia 19.
Os seus restos mortais foram enterrados em Padilla, até que em 1838, durante a presidência de Anastasio Bustamante, o Congresso ordenou a sua trasladação para a Cidade do México e a inumação com todas as honras na Capela de San Felipe na catedral.

## Títulos, honras e armas

### Títulos e estilos
- 27 de Setembro de 1783 – 28 de Setembro de 1821: Senhor Agostinho de Iturbide
- 28 de setembro de 1821 – 19 de maio de 1822: Senhor Agostinho, o Chefe de Estado do México
- 19 de maio de 1822 – 19 de março de 1823: Sua Majestade Imperial, o Imperador do México
- 19 de março de 1823 – 19 de julho de 1824: Sua Majestade Imperial, D. Agostinho I, Imperador do México

Seu título completo como imperador era "Sua Majestade Imperial, Dom Agostinho I, pela Divina Providência e o Congresso Nacional, Primeira Imperador Constitucional do México".

### Armas

Brasão de armas do Primeiro Império Mexicano (1822 a 1823)
Brasão imperial de Agostinho I

## Descendentes
A sua viúva, a Imperatriz Ana María (em solteira Ana María Huarte y Muñiz) faleceu nos Estados Unidos, onde vários dos seus filhos se casaram. O filho mais velho, o Príncipe Imperial Agostinho Jerónimo, morreu solteiro em 1866. Seu irmão, o Príncipe Ángel de Iturbide, casou-se com a americana Alicia Green,e morreu na Cidade do México em 18 de Julho de 1872. O seu único filho, o Príncipe Agustín de Iturbide y Green, nascido em Washington em 1863, foi adotado por Maximiliano I como herdeiro do trono, e como, já adulto, começasse a adquirir popularidade, foi expulso do México por Porfirio Díaz. Morreu nos Estados Unidos em 1925, sem descendência do seu matrimónio com Luisa Kearney. Outro neto, Salvador de Iturbide y Marzán, recebeu também o título de príncipe durante o reinado de Maximiliano I; contraiu núpcias com uma aristocrata austro-húngara, e os seus descendentes residem na Austrália e Europa.
| Imagem | Nome               | Nascimento | Falecimento | Nota(s) |
| ------ | ------------------ | ---------- | ----------- | --- |
|        | Agostinho Jerónimo | 1807       | 1866        | Agostinho foi herdeiro do trono com o título de "Príncipe Imperial do México", o estilo de Alteza Imperial e o título honorífico de "Dom". Não se casou, mais teve uma filha ilegítima.                                                                              |
|        | Sabina             | 1809       | 1871        | Sabina recebeu o título de "Princesa Mexicana", com o estilo de Alteza e o título honorífico de "Dona". Não se casou e nem teve filhos. |
|        | Juana Maria        | 1811       | 1828        | Juana recebeu o título de "Princesa Mexicana", com o estilo de Alteza e o título honorífico de "Dona". Nunca se casou, tornou-se uma noviça, morreu aos 16 anos no mosteiro, onde também está enterrada.                                                             |
|        | Josefa             | 1814       | 1891        | Josefa recebeu o título de "Princesa Mexicana", com o estilo de Alteza e o título honorífico de "Dona" durante o Primeiro Império Mexicano e "Princesa de Iturbide" durante o Segunda Império Mexicano por Maximiliano de Habsburgo. Não se casou e nem teve filhos. |
|        | Ángel              | 1816       | 1872        | Ángel recebeu o título de "Príncipe Mexicano", com o estilo de Alteza e o título honorífico de "Dom". Casou-se com Alice Forrest Green e foi pai de Agustín de Iturbide y Green.                                                                                     |
|        | Maria de Jesus     | 1818       | 1849        | Maria de Jesus recebeu o título de "Princesa Mexicana", com o estilo de Alteza e o título honorífico de "Dona". Nunca se casou, assumiu os hábitos de uma freira no exílio nos Estados Unidos. Era chamada de "Maria Ísis".                                          |
|        | Maria Dolores      | 1819       | 1820        | Maria Dolores morreu na infância antes da coroação de seu pai, por tanto, nunca foi Princesa. |
|        | Salvador           | 1820       | 1856        | Salvador recebeu o título de "Príncipe Mexicano", com o estilo de Alteza e o título honorífico de "Dom". Casou-se com Rosario Marzán e foi pai de Salvador de Iturbide y Marzán.                                                                                     |
|        | Filipe             | 1822       | 1853        | Filipe já nasceu com o título de "Príncipe Mexicano", com o estilo de Alteza e o título honorífico de "Dom". Era o único entre os filhos dos imperadores do México, que já nasceu príncipe.                                                                          |
|        | Agostinho Cosmo    | 1824       | 1873        | Por ter nascido depois da abdcação de seu pai, nunca foi príncipe. Sua mãe estava grávida dele no momento em que seu pai foi baleado. Ele nasceu em Nova Orleães e serviu nas forças armadas. Ele nunca se casou.                                                    |